# Верховажье
Верхова́жье — село, административный центр Верховажского муниципального района Вологодской области и Верховажского сельского поселения.
Население 5025 человек (2010 год). Расстояние до Вологды — 223 километра.

## История
Верховажье впервые упоминается в исторических документах как погост в 1552 году. На погосте имелся кружечный двор (кабак), амбар и погреб.
Верховажье стало называться посадом в 1678 году, в переписи Б. В. Яковлева упомянуто как крупное поселение, в котором живут ремесленники и торговцы. На посаде находилась приказная изба, в ней располагалась местная администрация и караульная изба. В посаде насчитывалось 55 дворов, девять из них не платили пошлину и оброк. Располагался небольшой рынок, торжок, шли в воскресные дни торги различными товарами.
Село Верховажье располагалось в удобном для развития торговли месте — на почтовом тракте из Вологды в Архангельск, на берегу реки Ваги, крупнейшего левого притока Северной Двины. По тракту постоянно шёл транспорт и велась оживлённая торговля древесиной, смолой, дёгтем, скипидаром, солью, рыбой. Товары из Верховажья везли по тракту гужевым транспортом, по Ваге и Северной Двине на барках и плотах. По реке сплавляли вырубленный лес.
С 1810 года в Верховажье существовала школа, в которой обучались дети богатых родителей.
В 1861 году Верховажье было 528 жилых домов, имелась почтовая контора, ратуша, приходское училище, 10 кустарных заводов и две церкви: Благовещенский храм, построенный на средства жителей, купцов из окрестных деревень и
Успенская соборная церковь с колокольней, располагавшаяся в центре посада. Так как дважды деревянные храмы сгорали от молнии, было решено для безопасности строить из камня, таким стал Успенский собор.
Начиная с 1870-х годов в Верховажье ссылали политических; после революции 1905 года их число особенно увеличилось.
Каждую весну во время вскрытия льда Вага разливалась, затопляя улицы села и окрестные пойменные луга. Особенно сильное наводнение произошло в 1909 году. Оно нанесло большой урон селу. Почти весь посад сгорел во время пожара 31 августа 1879 года. После пожара население значительно уменьшилось: в 1860-х годах оно составляло около 1000 человек, а к 1889 году осталось только 589. Торговля стала затихать, Верховажье потеряло былое торговое значение.
Местные купцы, такие как Нератовы, Юренские, Пестеревы, Персиковы, Давыдовы, Цуваревы, пытались поправить положение, они вели торговлю со многими городами. Открылись промышленные предприятия: кожевенный завод В. Д. Юренского, бумажная фабрика, спичечная фабрика А. Н. Буторова, паровая мельница и лесопилка. Но возить товары конной тягой до железнодорожной станции в Вельске было дорого, и вскоре они прекратили своё существование.
Административно входило в состав Вельского уезда.

## Население
| 1959 | 1970  | 1979  | 1989  | 2002  | 2010  | 2021  |
| ---- | ----- | ----- | ----- | ----- | ----- | ----- |
| 2417 | ↗3193 | ↗3957 | ↗4684 | ↗5206 | ↘5013 | ↘4843 |

По переписи 2002 года население — 5206 человек (2459 мужчин, 2747 женщин). Преобладающая национальность — русские (97 %). По переписи населения 2010 года — 5025 человек.

## Достопримечательности

### Алексеевская ярмарка
В середине XIX века в Верховажье проходила Алексеевская ярмарка, о которой в 1860 году Павел Воронов писал в своих заметках «Посад Верховажье»: «Алексеевская ярмарка во всём Вельском уезде первая и лучшая, на неё… приезжают купцы и крестьяне, сплошь заполняя всю торговую площадь, составляют численность не менее 12 тысяч человек и ведут торг». Купцы торговали древесиной, рожью, льном, льняным маслом. Пользовалась большим спросом сомовская посуда. Продавалась на ярмарке продукция верховажских предприятий, из других мест привозили ткани, промышленные товары, кондитерские изделия. По свидетельствам очевидцев в дни ярмарки на ней работало около полутора сотен лавок и балаганов, торговый оборот составлял 35 и более тысяч рублей.
Долгое время ярмарка в Верховажье не проводилась. Её возродили в 2000 году, с тех пор она проходит каждое лето. На ярмарку привозят товары из разных городов Вологодской области. К ярмарке сооружают деревянную сцену под открытым небом, на ней проходят выступления народных коллективов. Во время ярмарки проводятся спортивные соревнования, выставки работ местных художников и умельцев, которые привозят свои изделия из дерева и металла.

### Застройка Верховажья
Во время пожара, разразившегося в августе 1879 года, выгорела большая часть Верховажского посада. Современный облик Верховажье приобрело уже после этого пожара.
Облик Верховажья во многом определяют старые купеческие дома. В здании, построенном купцом М. А. Нератовым после пожара, располагались районный отдел народного образования, позже — районный отдел здравоохранения, с 2002 года там расположены районные учреждения — налоговая инспекция, служба судебных приставов, бюро технической инвентаризации и мировой суд.
Дом купца И. И. Персикова — трёхэтажное кирпичное здание — уцелел во время пожара. В годы войны в нём находился детдом, сейчас Верховажская Школа искусств (бывшая музыкальная школа).

### Мосты Верховажья
Свайный мост через Вагу каждый год весной восстанавливали. Перед ледоходом взрывали опоры, чтобы беспрепятственно прошёл молевой сплав; заготовленные кубы леса неслись на весенних водах. После сплава мост снова поднимался над рекой. Свайный мост существовал и до революции. Купцы были заинтересованы в торговле и выкладывали деньги на его постройку и восстановление после ледохода.
В 1950-е годы построили подвесной мост. Первый мост был устроен неудачно — он провис так, что под ним не мог пройти даже катер. Несколько раз мост перестраивали, им и сейчас пользуются пешеходы. В 1981-82 году появился железобетонный автомобильный мост.

### Известные люди в Верховажье
Летом 1858 года по тракту, проходящему через Верховажье, проезжал император Александр II. Он остановился в доме Верховского удельного приказа, расположенном в 18 верстах от Верховажского посада. Отдохнув, он встретился с населением, где были представители посада Верховажье. В ознаменование высокомонаршего посещения дома Верховского приказа постановили:
1. Деревянное блюдо, на котором Его Императорскому Величеству были преподнесены хлеб-соль, и солонку — хранить в приказе, как священные вещи"…

2. Стул, на котором во время стола Государь Император соизволил восседать, тоже хранить"…
В 2004 году, в дни проведения Алексеевской ярмарки, на улице Пионерская (бывшая улица Московская) была открыта стела, которая сообщала о том, что по тракту через посад Верховажье зимой 1730 года прошёл с рыбными обозами будущий великий учёный Михайло Васильевич Ломоносов.
29 октября 1966 года был открыт памятник Герою Советского Союза Николаю Петухову, уроженцу деревни Михалёво Верховажского района. Авторами монумента являются череповецкие скульпторы супруги Текуса Павловна и Геннадий Павлович Контаревы.
9 мая 1995 года у здания администрации на перекрёстке улиц Октябрьская и Стебенева был открыт памятник, посвящённый воинам Наумовского, Раменского и Верховажского сельсоветов, погибшим на фронтах Великой Отечественной войны. Автором монумента является известный российский скульптор Ян Нейман.
В 2011 году видеоролик Виктора Гончаренко был одним из достаточно популярных видео на YouTube.

## Климат
| Показатель                            | Янв.  | Фев.  | Март | Апр. | Май | Июнь | Июль | Авг. | Сен. | Окт. | Нояб. | Дек.  | Год |
| ------------------------------------- | ----- | ----- | ---- | ---- | --- | ---- | ---- | ---- | ---- | ---- | ----- | ----- | --- |
| Средняя температура, °C               | −11,9 | −10,6 | −5,3 | 1,8  | 9,3 | 15,6 | 18   | 14,6 | 8,9  | 2,2  | −6,5  | −10,4 | 2,2 |
| Источник: NASA. База данных RETScreen |       |       |      |      |     |      |      |      |      |      |       |       |     |

## Социальная инфраструктура
Первая школа открылась в 1810 году, первым учителем и директором был Александр Фёдорович Дилакторский.
В 1903 году в посаде Верховажье была открыта первая больница.
В 1984 году в Верховажье построен новый Дом Культуры, в нём работают различные кружки, часто выступает народный хор, демонстрируются кинофильмы. 5 ноября 1988 года состоялось открытие Верховажского исторического музея.

## Транспорт
В 1986 году состоялось открытие движения по автомагистрали Москва — Архангельск; трасса проходит около Верховажья. С этого периода Верховажье имеет устойчивое автомобильное сообщение с областным центром г. Вологда, ежедневно ходят автобусы. В 1970-е годы аэропорт Верховажья имел связь с вологодским аэропортом, на этом маршруте летали самолёты АН-2, время полёта около одного часа. С пуском автомагистрали прекратил своё существование.
В 2003 году открылся новый автовокзал, маршруты автобусов идут по Верховажскому району, в Вологду и в город Вельск Архангельской области.

## Связь
Верховажье и весь район телефонизированы. В дальних деревнях телефоны поставлены ветеранам, при необходимости ими пользуются жители, все телефонные звонки в районе бесплатные, имеется устойчивая сотовая связь. В настоящее время на территории района доступны все основные операторы сотовой связи: МегаФон, МТС, Билайн, Tele2. Филиал Ростелекома обеспечивает работу ADSL-канала для доступа к сети Интернет.

## Известные жители
- Коровин, Иван Иванович — известный русский мореход XVIII века; родом из Верховажья. Как капитан промысловых судов он совершил три плавания к Алеутским островам: в 1762—1764, 1768—1770 и 1773—1776 годах. Оставил ценные наблюдения о природе и населении архипелага. Именем Коровина названы остров в заливе Аляска и бухта в заливе острова Атха (центральная часть Алеутских островов).

- Мясников, Матвей Николаевич — в течение девяти лет представитель интересов верховажского купца Бурцева М. М. в городе Иркутске. По возвращении из Сибири он избрал местом жительства родину своей матери посад Верховажье, где и жил постоянно с 1811 по 1831 год. Член географического общества, занимался сбором материалов по истории Важской земли: посада Верховажье, г. Вельска, своей родины г. Шенкурска, часто бывал в экспедициях по сбору материалов. Похоронен у Благовещенской церкви в Верховажье. В гостях у Мясникова в Верховажье бывали журналист Павел Петрович Свиньин, историк и археограф Павел Михайлович Строев, историк и писатель Михаил Петрович Погодин.

- Гончаренко, Виктор Николаевич — огромную популярность получил в 2011 году после ролика «Язь — рыба моей мечты». После этого принял участие во многих телевизионных программах на Первом канале («Другие новости», «Пусть говорят»), НТВ («Центральное телевидение»), ТНТ (Comedy club), а также снялся в рекламах на телеканале «Перец». Весной 2012 года стал ведущим программы «Язь. Перезагрузка» на телеканале Россия-2. Ведущий программы «Язь против еды» (телеканал Россия-2).
- Кашкаров, Андрей Петрович — домовладелец и фермер (2008—2010) Верховажья. В трилогии «Бывший горожанин в деревне» (БХВ-Петербург, 2010, 2011) подробно описал быт и занятия современных верховажан; за вклад в литературу представлен к медали «Михаил Александрович Шолохов», удостоверение к которой подписано Председателем МСПС Ю. В. Бондаревым.
- Сердюкова, Наталья Алексеевна — невролог, Заслуженный врач России, доктор медицинских наук, почетный житель села Верховажья.

В 1998 году началось присвоение звания «Почётный житель Верховажья». Филипповский Владимир Николаевич, краевед-любитель, автор книг по истории Приважья стал первым, кому присвоено это звание. На 2006 год такого звания удостоены двенадцать человек.